# Шалфеев, Пётр Петрович
 Пётр Петрович Шалфеев  (1861—1893) — русский зоолог.

## Биография
Родился в 1861 году. Происходил из духовного звания.
В 1880 году окончил Ларинскую гимназию. Затем учился на естественном отделении физико-математического факультета Санкт-Петербургского университета под руководством профессоров М. М. Усова и Ф. В. Овсянникова.
После окончания курса 1885 году был назначен консерватором зоотомического кабинета, в 1890 году перешёл на должность учёного хранителя при музее Императорской академии наук. В 1887 году Санкт-Петербургским обществом естествоиспытателей был командирован на Белое море.
Скончался в 1893 году. 